# Tasenia nigromaculalis
Tasenia nigromaculalis är en fjärilsart som beskrevs av Pieter Cornelius Tobias Snellen 1901. Tasenia nigromaculalis ingår i släktet Tasenia och familjen Crambidae. Inga underarter finns listade i Catalogue of Life.